# Casatisma
Casatisma é uma comuna italiana da região da Lombardia, província de Pavia, com cerca de 856 habitantes. Estende-se por uma área de 5 km², tendo uma densidade populacional de 171 hab/km². Faz fronteira com Bressana Bottarone, Casteggio, Castelletto di Branduzzo, Corvino San Quirico, Robecco Pavese, Verretto.

## Demografia
| Variação demográfica do município entre 1861 e 2011                               |
|                                                                                   |
| Fonte: Istituto Nazionale di Statistica (ISTAT) - Elaboração gráfica da Wikipedia |